# Fédération provinciale du travail du Québec
La Fédération provinciale du travail du Québec (FPTQ) est une centrale syndicale du Québec ayant existé de 1937 à 1957. Ancêtre de la Fédération des travailleurs et travailleuses du Québec avec la Fédération des unions industrielles du Québec (FUIQ), la FPTQ était affiliée au Congrès des métiers et du travail du Canada (CMTC) et à l'American Federation of Labor (AFL).
Fondée à Trois-Rivières en 1937, la FPTQ rassemble les syndicats membres du Congrès des métiers et du travail du Canada au Québec. Elle regroupe au départ 4000 membres de 30 syndicats locaux. La fusion de l'AFL et de la CIO aux États-Unis en 1955 et la fusion du CMTC et du CCT au Canada en 1956 entraîne la fusion de la FPTQ avec son rival la FUIQ en 1957. Avant sa dissolution, la FPTQ comptait 40 000 membres.